# فريد مورو
فريد مورو (24 أبريل 1970 - 3 نوفمبر 2020)، (عُرف بفريد مورو وعُرف بفريد المغربي كما عُرف بفريد دْبلييكا)، هو فنان مُغني مغربي.

## حياته
ولد الفنان فريد مورو بمدينة طنجة يوم 24 أبريل 1970 وسط عائلة فنية، حيث كانت والدته رئيسة فرقة موسيقية. وقد أبان خلال مسيرته الفنية عن موهبة متميزة إذ تمكن من إتقان العزف على عدة آلات موسيقية، كالعود، الأكورديون، الكيبورد والكمان. وقد اشتغل مع أكبر الفرق الموسيقية المغربية ورافق أشهر الفنانين والمطربين المغاربة والعرب.

## وفاته
توفي يوم الثلاثاء 3 نوفمبر 2020، بعد صراع مرير مع المرض.